# Новые способы умереть
«Новые способы умереть» (англ. New Ways to Die) — сюжетная арка из шести выпусков, написанная Дэном Слоттом и иллюстрированная Джоном Ромитой-младшим для издательства «Marvel Comics». События разворачивались в выпусках «The Amazing Spider-Man» № 568—573 и рассказывают о появлении Эдди Брока в качестве Анти-Венома.

## Сюжет
В Нью-Йорк прибывает команда Громовержцев под руководством Нормана Озборна с намерением выследить беглеца Человека-паука, который был обвинён в серии убийств. Тем временем, Мистер Негатив приютил Эдди Брока, который чудесным образом освобождается от своей «раковой опухоли» и выздоравливает. Когда Громовежцы загоняют Человека-паука в приют Мистера Негатива, Брок реагирует на симбиота Венома, частица которого ещё осталась у него внутри, трансформирует его в Анти-Венома, пытается атаковать Венома и не дать тому перейти в Человека-паука. Он объединяется с Питером Паркером против Громовержцев и в результате их битвы рушится здание. Человек-паук решает затаиться на некоторое время, а Норман Озборн собирает пресс-конференцию, где сообщает, что Человек-паук погиб под завалами.

## Релиз и отзывы
Выпуск «Amazing Spider-Man» № 568 был продан количеством 82 540 копий и занял седьмое место в списке самых продаваемых комиксов за август 2008 года. Продажи «Аmazing Spider-Man» № 573 составили 93 346, что поставило его на восьмое место в том же рейтинге за октябрь 2008. Сайт IGN оценил первый выпуск сюжетной арки в 8/10, а последний — в 6,4/10.

## Коллекционные издания
| Название                      | Включенные выпуски                 | Год      | ISBN               |
| ----------------------------- | ---------------------------------- | -------- | ------------------ |
| «Spider-Man: New Ways to Die» | «The Amazing Spider-Man» № 568—573 | 2009 год | ISBN 0-7851-3217-1 |